# ميدل
ميدل (بالإنجليزية: Meddle) هو ألبوم الإستديو السادس لفرقة البروغريسيف روك الإنجليزية بينك فلويد، صدر في 30 أكتوبر 1971 عبر هارفست ريكوردز.

## روابط خارجية
- ميدل على موقع أول موفي (الإنجليزية)